# Montsaunès
Montsaunès est une commune française située dans l'ouest du département de la Haute-Garonne, en région Occitanie.
Sur le plan historique et culturel, la commune est dans le pays de Comminges, correspondant à l’ancien comté de Comminges, circonscription de la province de Gascogne située sur les départements actuels du Gers, de la Haute-Garonne, des Hautes-Pyrénées et de l'Ariège. Exposée à un climat océanique altéré, elle est drainée par la Garonne et par divers autres petits cours d'eau. La commune possède un patrimoine naturel remarquable : un site Natura 2000 (« Garonne, Ariège, Hers, Salat, Pique et Neste »), un espace protégé (« la Garonne, l'Ariège, l'Hers Vif et le Salat ») et quatre zones naturelles d'intérêt écologique, faunistique et floristique.
Montsaunès est une commune rurale qui compte 455 habitants en 2022..
Ses habitants sont appelés les Montsaunésiens.
Le patrimoine architectural de la commune comprend un immeuble protégé au titre des monuments historiques : l'église Saint-Christophe-des-Templiers, classée en 1846.

## Géographie

### Localisation
La commune de Montsaunès se trouve dans le département de la Haute-Garonne, en région Occitanie.
Elle se situe à 68 km à vol d'oiseau de Toulouse, préfecture du département, à 17 km de Saint-Gaudens, sous-préfecture, et à 45 km de Bagnères-de-Luchon, bureau centralisateur du canton de Bagnères-de-Luchon dont dépend la commune depuis 2015 pour les élections départementales.
La commune fait en outre partie du bassin de vie de Salies-du-Salat.
Les communes les plus proches sont : 
Salies-du-Salat (2,0 km), Lestelle-de-Saint-Martory (2,3 km), Mane (3,5 km), Saint-Martory (3,5 km), Mazères-sur-Salat (3,9 km), Figarol (4,3 km), Cassagne (4,4 km), Touille (4,6 km).
Sur le plan historique et culturel, Montsaunès fait partie du pays de Comminges, correspondant à l’ancien comté de Comminges, circonscription de la province de Gascogne située sur les départements actuels du Gers, de la Haute-Garonne, des Hautes-Pyrénées et de l'Ariège.
Montsaunès est limitrophe de sept autres communes donc un quadripoint.
Les communes limitrophes sont Figarol, Lestelle-de-Saint-Martory, Mane, Mazères-sur-Salat, Saint-Martory, Salies-du-Salat et Castillon-de-Saint-Martory.
| Castillon-de-Saint-Martory (par un quadripoint) | Saint-Martory | Mazères-sur-Salat |
| Lestelle-de-Saint-Martory                       | Montsaunès    | Salies-du-Salat   |
| Figarol                                         | Mane          |                   |

### Géologie et relief
La superficie de la commune est de 912 hectares ; son altitude varie de 285  à   411 mètres.

### Hydrographie

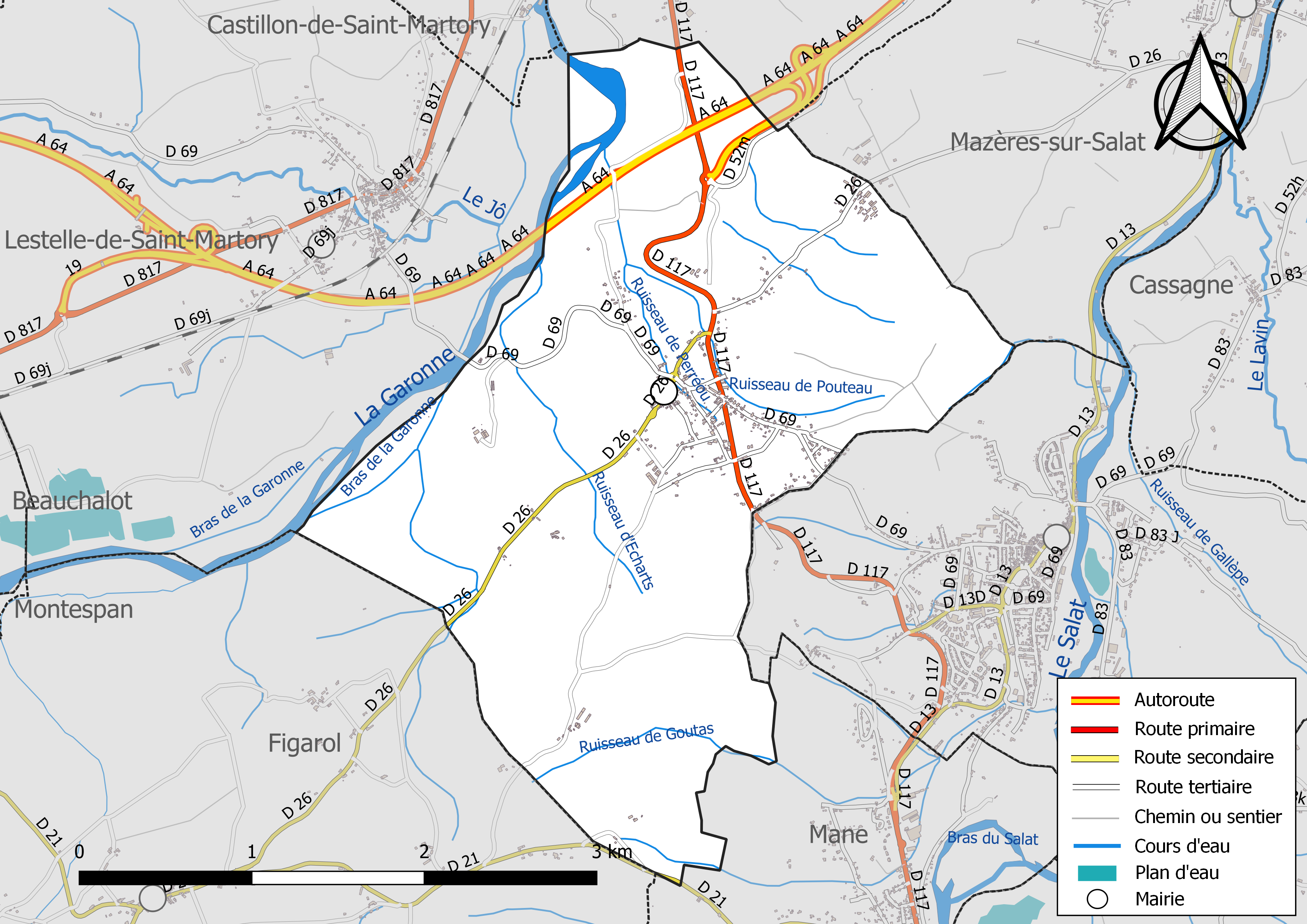
Réseaux hydrographique et routier de Montsaunès.

La commune est dans le bassin de la Garonne, au sein du bassin hydrographique Adour-Garonne. Elle est drainée par la Garonne, un bras de la Garonne, le ruisseau d'Echarts, le ruisseau de Goutas, le ruisseau de Perréou, le ruisseau de Pouteau et par divers petits cours d'eau, constituant un réseau hydrographique de 15 km de longueur totale,.
La Garonne est un fleuve principalement français prenant sa source en Espagne et qui coule sur 529 km avant de se jeter dans l’océan Atlantique.

### Climat
Pour des articles plus généraux, voir Climat de l'Occitanie et Climat de la Haute-Garonne.
En 2010, le climat de la commune est de type climat océanique altéré, selon une étude s'appuyant sur une série de données couvrant la période 1971-2000. En 2020, Météo-France publie une typologie des climats de la France métropolitaine dans laquelle la commune est exposée à un climat de montagne ou de marges de montagne et est dans la région climatique Pyrénées centrales, caractérisée par une pluviométrie annuelle de 1 000 à 1 200 mm.
Pour la période 1971-2000, la température annuelle moyenne est de 12,4 °C, avec une amplitude thermique annuelle de 14,7 °C. Le cumul annuel moyen de précipitations est de 905 mm, avec 9,5 jours de précipitations en janvier et 6,7 jours en juillet. Pour la période 1991-2020, la température moyenne annuelle observée sur la station météorologique la plus proche, située sur la commune de Palaminy à 15 km à vol d'oiseau, est de 13,2 °C et le cumul annuel moyen de précipitations est de 715,2 mm,. Pour l'avenir, les paramètres climatiques de la commune estimés pour 2050 selon différents scénarios d'émission de gaz à effet de serre sont consultables sur un site dédié publié par Météo-France en novembre 2022.

### Milieux naturels et biodiversité

#### Espaces protégés
La protection réglementaire est le mode d’intervention le plus fort pour préserver des espaces naturels remarquables et leur biodiversité associée,.
Un  espace protégé est présent sur la commune : 
« la Garonne, l'Ariège, l'Hers Vif et le Salat », objet d'un arrêté de protection de biotope, d'une superficie de 1 658,7 ha.

#### Réseau Natura 2000

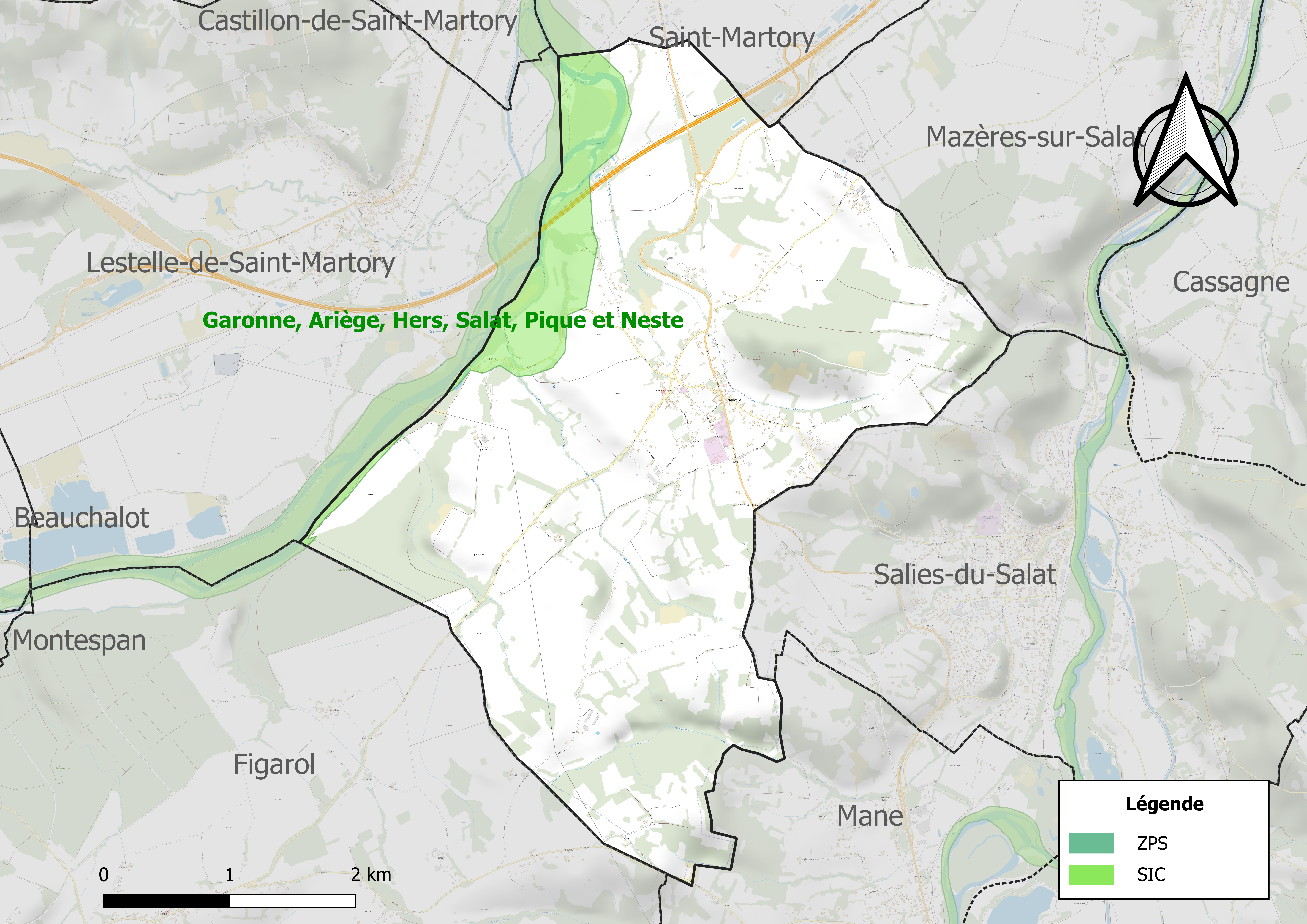
Site Natura 2000 sur le territoire communal.

Le réseau Natura 2000 est un réseau écologique européen de sites naturels d'intérêt écologique élaboré à partir des directives habitats et oiseaux, constitué de zones spéciales de conservation (ZSC) et de zones de protection spéciale (ZPS).
Un site Natura 2000 a été défini sur la commune au titre de la directive habitats : « Garonne, Ariège, Hers, Salat, Pique et Neste », d'une superficie de 9 581 ha, un réseau hydrographique pour les poissons migrateurs (zones de frayères actives et potentielles importantes pour le Saumon en particulier qui fait l'objet d'alevinages réguliers et dont des adultes atteignent déjà Foix sur l'Ariège.

#### Zones naturelles d'intérêt écologique, faunistique et floristique

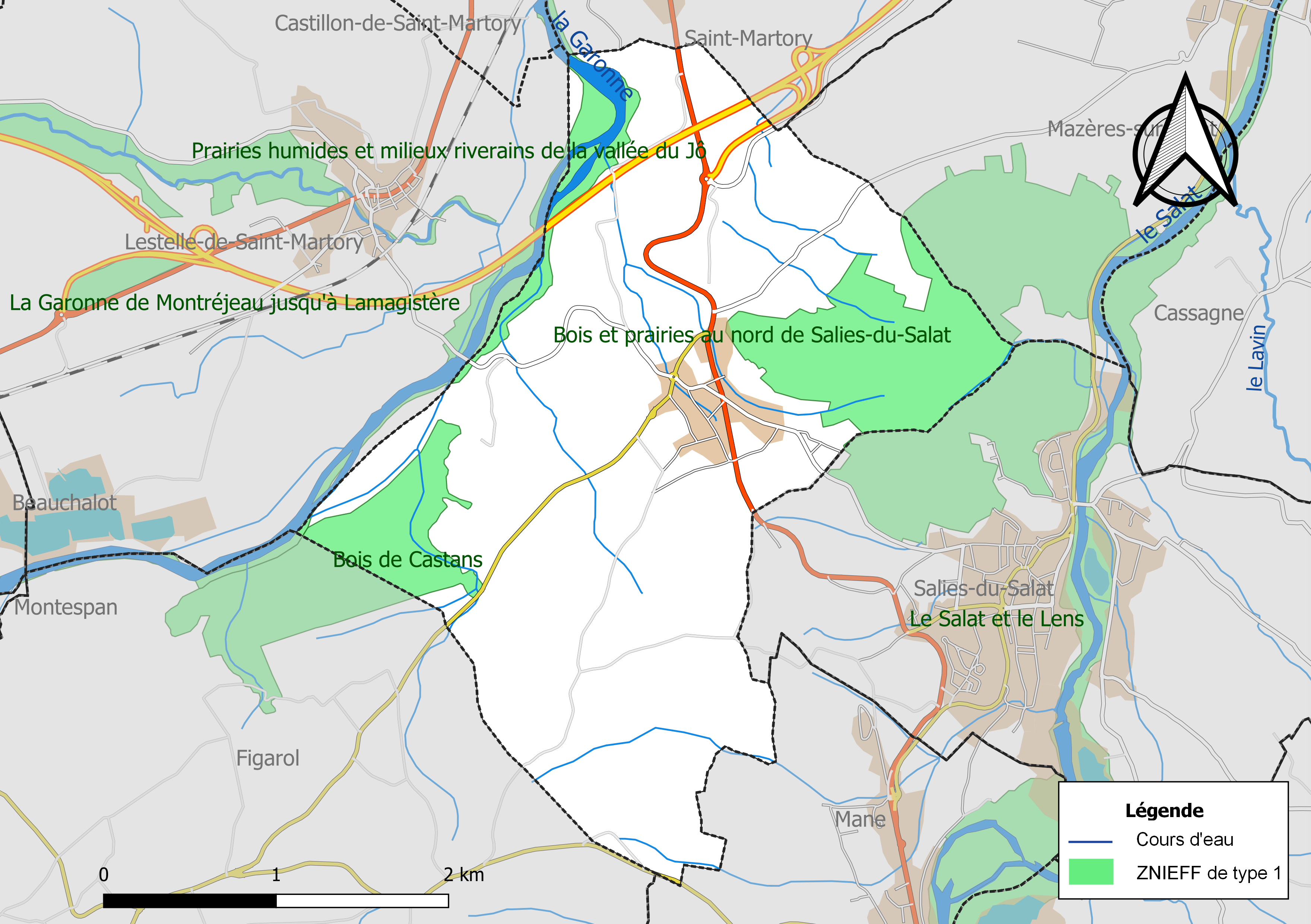
Carte des ZNIEFF de type 1 localisées sur la commune.

L’inventaire des zones naturelles d'intérêt écologique, faunistique et floristique (ZNIEFF) a pour objectif de réaliser une couverture des zones les plus intéressantes sur le plan écologique, essentiellement dans la perspective d’améliorer la connaissance du patrimoine naturel national et de fournir aux différents décideurs un outil d’aide à la prise en compte de l’environnement dans l’aménagement du territoire.
Trois ZNIEFF de type 1 sont recensées sur la commune :
- le « bois de Castans » (99 ha), couvrant 2 communes du département[24] ;
- les « bois et prairies au nord de Salies-du-Salat » (271 ha), couvrant 3 communes du département[25],
- « la Garonne de Montréjeau jusqu'à Lamagistère » (5 075 ha), couvrant 92 communes dont 63 dans la Haute-Garonne, trois en Lot-et-Garonne et 26 en Tarn-et-Garonne[26] ;

et une ZNIEFF de type 2, : 
« la Garonne et milieux riverains, en aval de Montréjeau » (6 874 ha), couvrant 93 communes dont 64 dans la Haute-Garonne, trois en Lot-et-Garonne et 26 en Tarn-et-Garonne.

## Urbanisme

### Typologie
Au 1er janvier 2024, Montsaunès est catégorisée commune rurale à habitat dispersé, selon la nouvelle grille communale de densité à sept niveaux définie par l'Insee en 2022.
Elle est située hors unité urbaine et hors attraction des villes,.

### Occupation des sols
L'occupation des sols de la commune, telle qu'elle ressort de la base de données européenne d’occupation biophysique des sols Corine Land Cover (CLC), est marquée par l'importance des territoires agricoles (76,7 % en 2018), en diminution par rapport à 1990 (77,6 %). La répartition détaillée en 2018 est la suivante : 
zones agricoles hétérogènes (39,6 %), prairies (27,4 %), forêts (19,1 %), terres arables (9,8 %), zones urbanisées (4,2 %). L'évolution de l’occupation des sols de la commune et de ses infrastructures peut être observée sur les différentes représentations cartographiques du territoire : la carte de Cassini (XVIIIe siècle), la carte d'état-major (1820-1866) et les cartes ou photos aériennes de l'IGN pour la période actuelle (1950 à aujourd'hui).

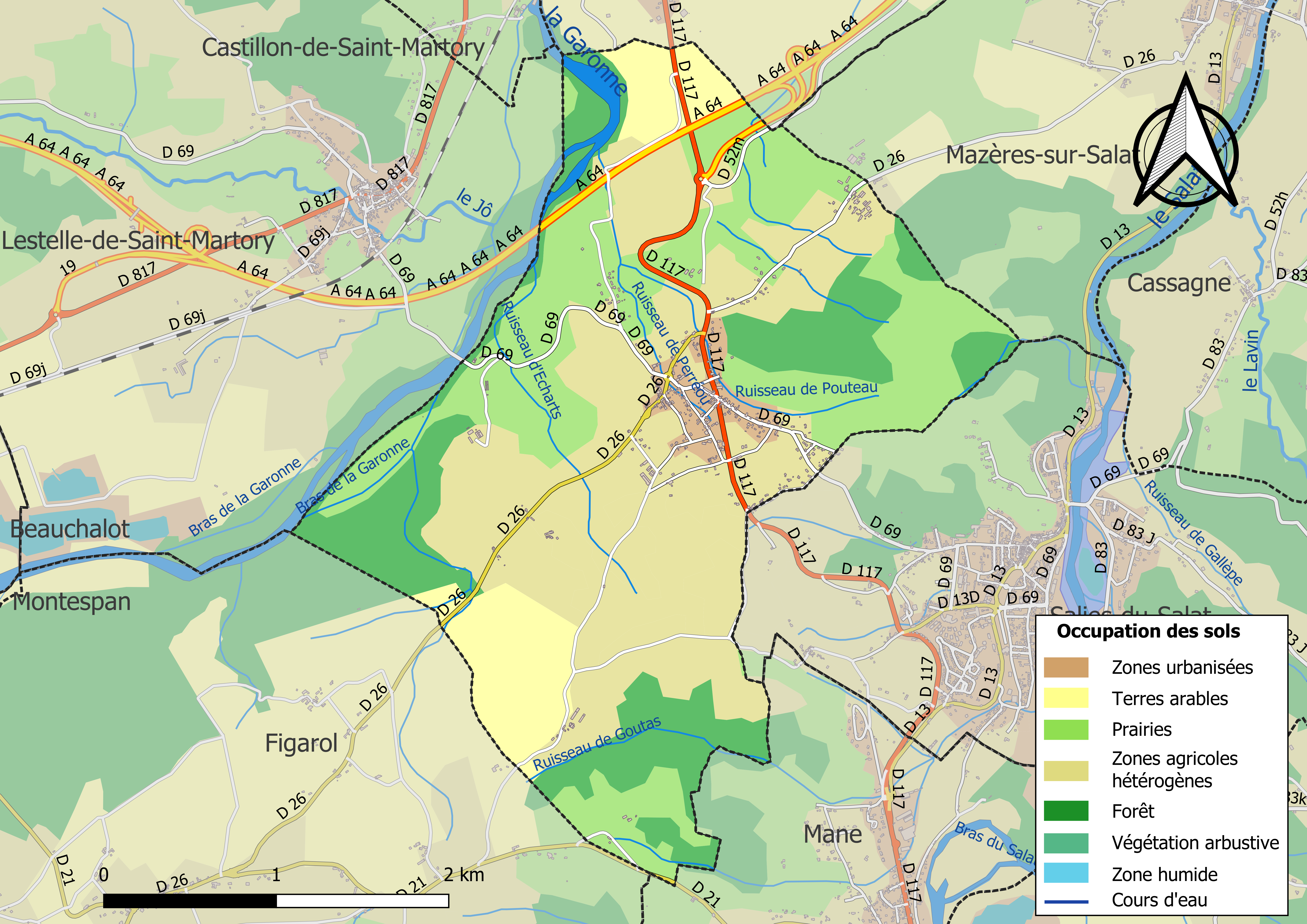
Carte des infrastructures et de l'occupation des sols de la commune en 2018 (CLC).

### Voies de communication et transports
Par la route : accès par l'A64, sortie :  20 et prendre la D 117 direction Saint-Girons.

### Risques majeurs
Le territoire de la commune de Montsaunès est vulnérable à différents aléas naturels : météorologiques (tempête, orage, neige, grand froid, canicule ou sécheresse), inondations et séisme (sismicité modérée). Il est également exposé à un risque technologique, la rupture d'un barrage. Un site publié par le BRGM permet d'évaluer simplement et rapidement les risques d'un bien localisé soit par son adresse soit par le numéro de sa parcelle.

#### Risques naturels
Certaines parties du territoire communal sont susceptibles d’être affectées par le risque d’inondation par débordement de cours d'eau, notamment la Garonne. La commune a été reconnue en état de catastrophe naturelle au titre des dommages causés par les inondations et coulées de boue survenues en 1982, 1999, 2000 et 2009,.

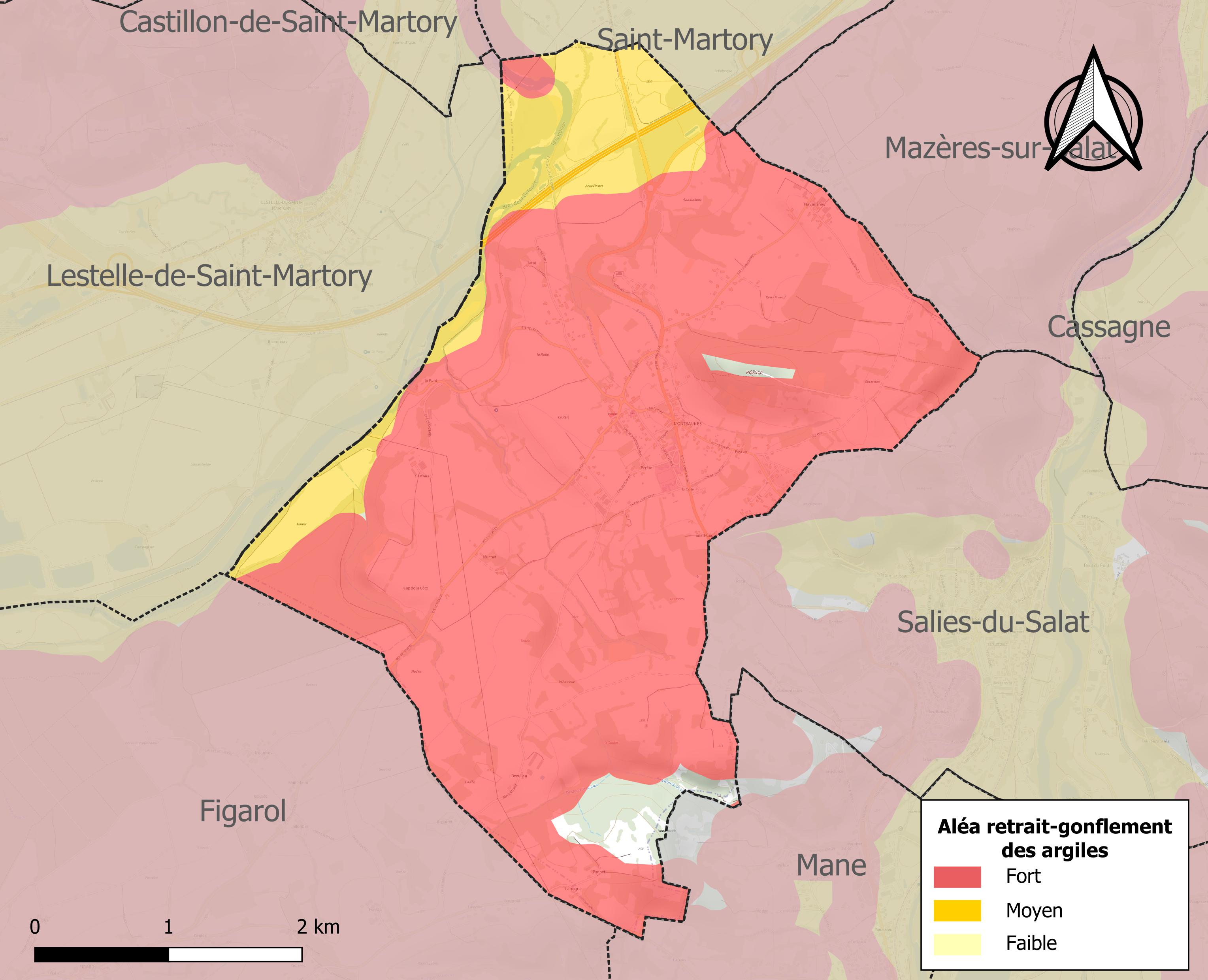
Carte des zones d'aléa retrait-gonflement des sols argileux de Montsaunès.

Le retrait-gonflement des sols argileux est susceptible d'engendrer des dommages importants aux bâtiments en cas d’alternance de périodes de sécheresse et de pluie. 97,1 % de la superficie communale est en aléa moyen ou fort (88,8 % au niveau départemental et 48,5 % au niveau national). Sur les 219 bâtiments dénombrés sur la commune en 2019, 219 sont en aléa moyen ou fort, soit 100 %, à comparer aux 98 % au niveau départemental et 54 % au niveau national. Une cartographie de l'exposition du territoire national au retrait gonflement des sols argileux est disponible sur le site du BRGM,.
Par ailleurs, afin de mieux appréhender le risque d’affaissement de terrain, l'inventaire national des cavités souterraines permet de localiser celles situées sur la commune.
Concernant les mouvements de terrains, la commune a été reconnue en état de catastrophe naturelle au titre des dommages causés par la sécheresse en 1989, 1992 et 2003 et par des mouvements de terrain en 1999.

#### Risques technologiques
La commune est en outre située en aval des barrages du Portillon, de Cap de Long (Hautes-Pyrénées) et de l'Oule (Hautes-Pyrénées). À ce titre elle est susceptible d’être touchée par l’onde de submersion consécutive à la rupture d'un de ces ouvrages.

## Histoire
Jusqu'à la Révolution, la paroisse de Montsaunès formait avec la paroisse de Mazères-sur-Salat une des enclaves languedociennes du "Petit-Comminges", l'un des 24 diocèses civils du Languedoc. Les paroisses voisines faisaient partie du comté de Comminges, dépendant de la Gascogne. Voir cartes de Cassini.

### Les Templiers et les Hospitaliers
Voir commanderie de Montsaunès

## Politique et administration

### Rattachements administratifs et électoraux
Commune faisant partie de la huitième circonscription de la Haute-Garonne, de la communauté de communes Cagire-Garonne-Salat et du canton de Bagnères-de-Luchon (avant le redécoupage départemental de 2014, Montsaunès faisait partie de l'ex-canton de Salies-du-Salat et, avant le 1er janvier 2017, de la Communauté de communes du canton de Salies-du-Salat).

### Liste des maires
| Période                                  | Période  | Identité       | Étiquette | Qualité                                                                               |
| ---------------------------------------- | -------- | -------------- | --------- | ------------------------------------------------------------------------------------- |
| juin 1995                                | En cours | Maryse Mourlan | DVG       | Agricultrice retraitée Président du SIVOM de la région de Salies-du-Salat (2014-2016) |
| Les données manquantes sont à compléter. |          |                |           |                                                                                       |

## Population et société

### Démographie
L'évolution du nombre d'habitants est connue à travers les recensements de la population effectués dans la commune depuis 1793. Pour les communes de moins de 10 000 habitants, une enquête de recensement portant sur toute la population est réalisée tous les cinq ans, les populations de référence des années intermédiaires étant quant à elles estimées par interpolation ou extrapolation. Pour la commune, le premier recensement exhaustif entrant dans le cadre du nouveau dispositif a été réalisé en 2007.

En 2022, la commune comptait 455 habitants, en évolution de +2,25 % par rapport à 2016 (Haute-Garonne : +8,02 %, France hors Mayotte : +2,11 %).
| 1793 | 1800 | 1806 | 1821 | 1831 | 1836 | 1841 | 1846 | 1851 |
| ---- | ---- | ---- | ---- | ---- | ---- | ---- | ---- | ---- |
| 406  | 404  | 411  | 501  | 657  | 575  | 614  | 644  | 690  |

| 1856 | 1861 | 1866 | 1872 | 1876 | 1881 | 1886 | 1891 | 1896 |
| ---- | ---- | ---- | ---- | ---- | ---- | ---- | ---- | ---- |
| 547  | 512  | 496  | 522  | 506  | 480  | 456  | 462  | 441  |

| 1901 | 1906 | 1911 | 1921 | 1926 | 1931 | 1936 | 1946 | 1954 |
| ---- | ---- | ---- | ---- | ---- | ---- | ---- | ---- | ---- |
| 414  | 412  | 401  | 370  | 375  | 390  | 366  | 365  | 370  |

| 1962 | 1968 | 1975 | 1982 | 1990 | 1999 | 2006 | 2007 | 2012 |
| ---- | ---- | ---- | ---- | ---- | ---- | ---- | ---- | ---- |
| 360  | 371  | 385  | 402  | 362  | 379  | 397  | 400  | 430  |

| 2017 | 2022 | - | - | - | - | - | - | - |
| ---- | ---- | - | - | - | - | - | - | - |
| 445  | 455  | - | - | - | - | - | - | - |

| selon la population municipale des années : | 1968 | 1975 | 1982 | 1990 | 1999 | 2006 | 2009 | 2013 |
| Rang de la commune dans le département      | 173  | 193  | 191  | 241  | 242  | 257  | 267  | 265  |
| Nombre de communes du département           | 592  | 582  | 586  | 588  | 588  | 588  | 589  | 589  |

### Enseignement
Montsaunès fait partie de l'académie de Toulouse.
L'éducation est assurée sur la commune par une école élémentaire.

### Culture et festivité
Festival international de musique du Comminges,

## Économie

### Revenus
En 2018  (données Insee publiées en septembre 2021), la commune compte 183 ménages fiscaux, regroupant 416 personnes. La médiane du revenu disponible par unité de consommation est de 22 420 € (23 140 € dans le département).

### Emploi
|                | 2008  | 2013  | 2018  |
| -------------- | ----- | ----- | ----- |
| Commune        | 7,2 % | 8,9 % | 9,7 % |
| Département    | 7,7 % | 9,6 % | 9,3 % |
| France entière | 8,3 % | 10 %  | 10 %  |

En 2018, la population âgée de 15 à 64 ans s'élève à 261 personnes, parmi lesquelles on compte 78,4 % d'actifs (68,7 % ayant un emploi et 9,7 % de chômeurs) et 21,6 % d'inactifs,. En  2018, le taux de chômage communal (au sens du recensement) des 15-64 ans est supérieur à celui du département, mais inférieur à celui de la France, alors qu'il était inférieur à celui du département et de la France en 2008.
La commune est hors attraction des villes,. Elle compte 100 emplois en 2018, contre 98 en 2013 et 118 en 2008. Le nombre d'actifs ayant un emploi résidant dans la commune est de 180, soit un indicateur de concentration d'emploi de 55,7 % et un taux d'activité parmi les 15 ans ou plus de 54,7 %.
Sur ces 180 actifs de 15 ans ou plus ayant un emploi, 26 travaillent dans la commune, soit 15 % des habitants. Pour se rendre au travail, 91,1 % des habitants utilisent un véhicule personnel ou de fonction à quatre roues, 1,1 % les transports en commun, 5,1 % s'y rendent en deux-roues, à vélo ou à pied et 2,8 % n'ont pas besoin de transport (travail au domicile).

### Activités hors agriculture
28 établissements sont implantés  à Montsaunès au 31 décembre 2019. Le tableau ci-dessous en détaille le nombre par secteur d'activité et compare les ratios avec ceux du département,.
Le secteur de la construction est prépondérant sur la commune puisqu'il représente 32,1 % du nombre total d'établissements de la commune (9 sur les 28 entreprises implantées à Montsaunès), contre 12 % au niveau départemental.

### Agriculture
La commune est dans « La Rivière », une petite région agricole localisée dans le sud du département de la Haute-Garonne, constituant la partie piémont au relief plus doux que les Pyrénées centrales la bordant au sud et où la vallée de la Garonne s’élargit. En 2020, l'orientation technico-économique de l'agriculture sur la commune est l'élevage bovin, orientation mixte lait et viande.
|               | 1988 | 2000 | 2010 | 2020 |
| ------------- | ---- | ---- | ---- | ---- |
| Exploitations | 24   | 12   | 9    | 10   |
| SAU (ha)      | 734  | 702  | 710  | 763  |

Le nombre d'exploitations agricoles en activité et ayant leur siège dans la commune est passé de 24 lors du recensement agricole de 1988  à 12 en 2000 puis à 9 en 2010 et enfin à 10 en 2020, soit une baisse de 58 % en 32 ans. Le même mouvement est observé à l'échelle du département qui a perdu pendant cette période 57 % de ses exploitations,. La surface agricole utilisée sur la commune a quant à elle augmenté, passant de 734 ha en 1988 à 763 ha en 2020. Parallèlement la surface agricole utilisée moyenne par exploitation a augmenté, passant de 31 à 76 ha.

## Culture locale et patrimoine

### Lieux et monuments
- L'église Saint-Christophe est la seule église templière de France dont l'architecture soit restée intacte.
- Monument aux morts route de Saint-Martory.

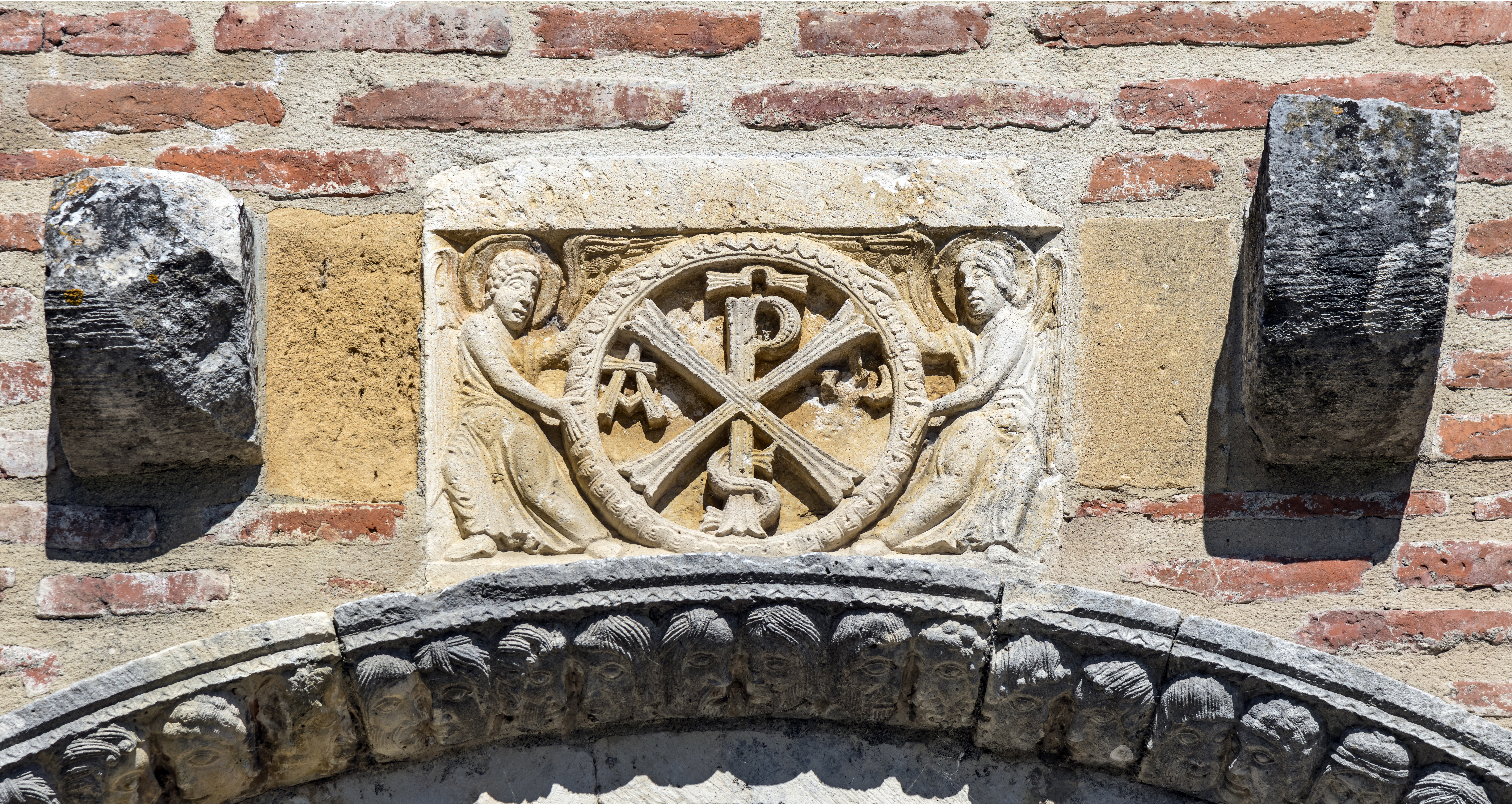
Chrisme, de l'église Saint-Christophe.
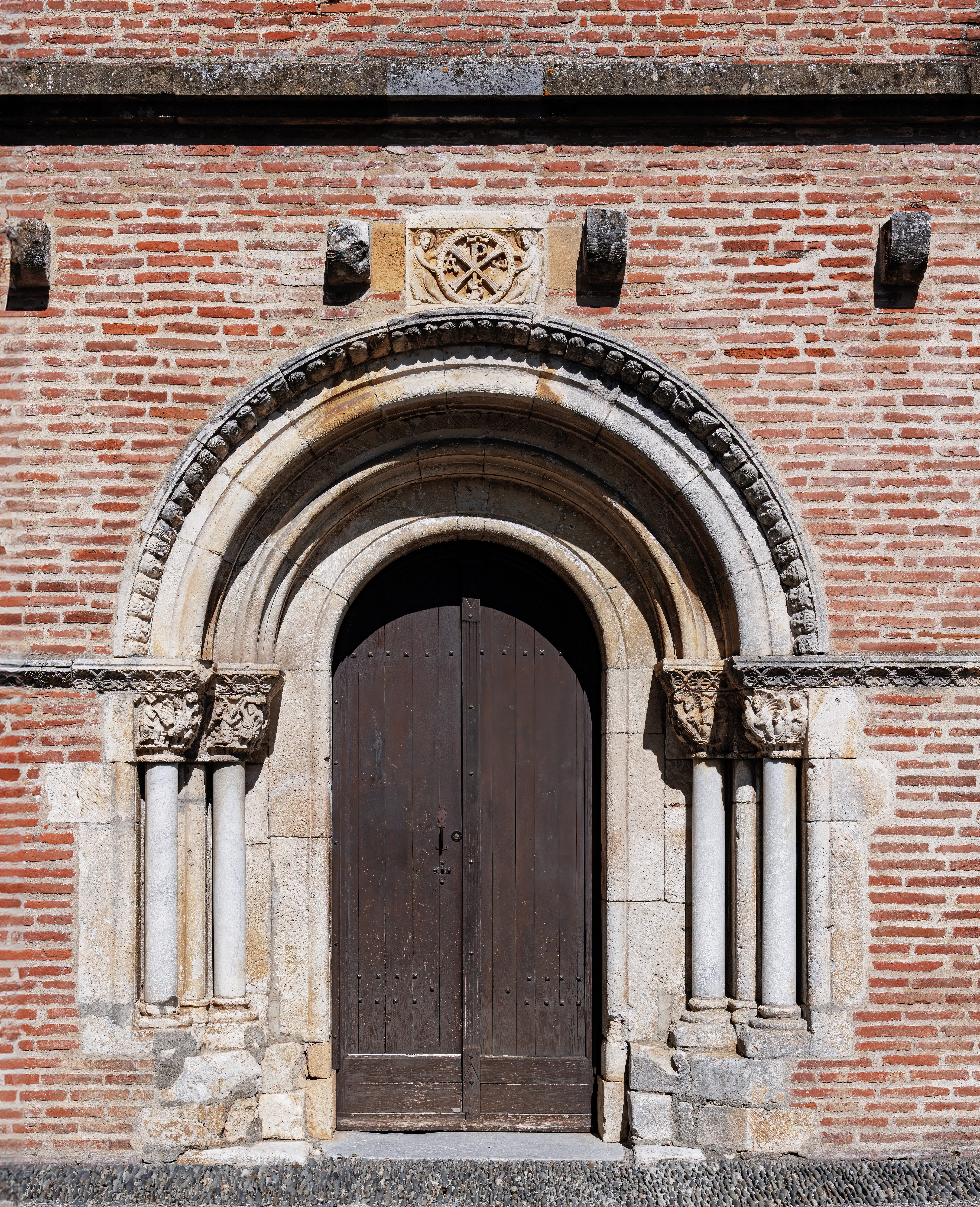
Porte d'entrée romane.
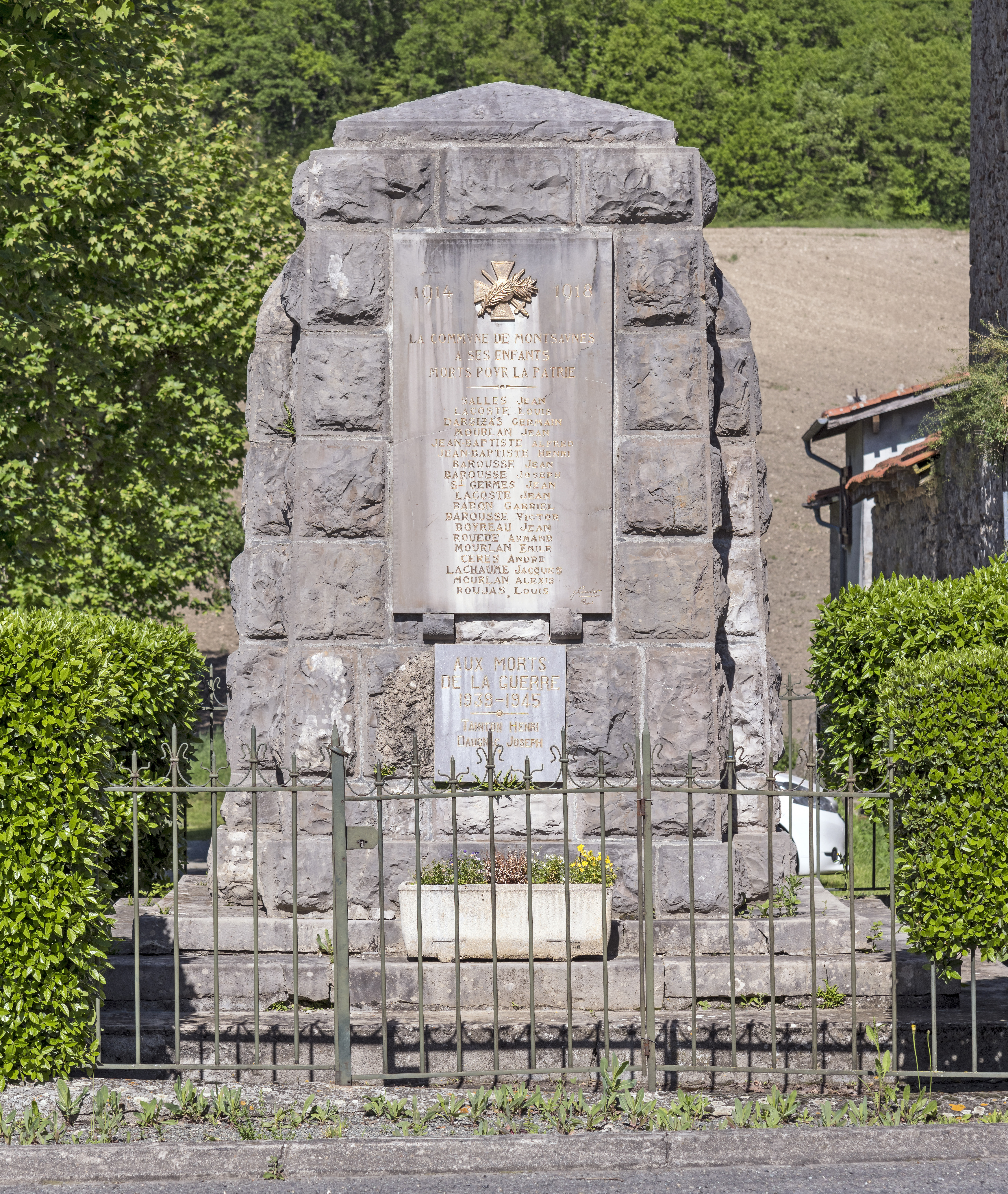
Monument aux morts.

### Personnalités liées à la commune
- Roland Dorgelès (1885-1973), écrivain et journaliste, y a habité à partir de novembre 1942 il reçoit son ami peintre et créateur Raoul Dufy (1877-1953) pendant un an. Montsaunès sert de cadre à son roman Carte d'identité publié en 1945.
- Norbert Casteret (1897-1987), pionnier de la spéléologie.

### Héraldique
| Montsaunès | Son blasonnement est : Tiercé en bande d'or, de sable et d'argent. |

## Pour approfondir